# Offa (Royaume-Uni)
Pour les articles homonymes, voir Offa.
Offa est une communauté du borough de comté de Wrexham, au pays de Galles.

## Géographie
La communauté d'Offa appartient à l'agglomération de Wrexham. Elle s'étend au sud-ouest du centre-ville, entre la route A483 (en) à l'ouest, la route A525 (en) à l'est et la Clywedog (en) au sud. Elle comprend les quartiers de Hightown, Brynyffynnon et Felin Puleston, avec l'église paroissiale Saint-Gilles (en), la gare de Wrexham Central (en) et l'hôpital de Wrexham Maelor (en).

## Démographie
Au recensement de 2011, la communauté d'Offa comptait 10 501 habitants.